# Autoprotolisi
L'autoprotolisi è una particolare reazione nella quale viene trasferito un protone fra due molecole identiche, una delle quali si comporta come un acido di Brønsted e l'altra come una base di Brønsted. Se una molecola non contiene idrogeno, non può essere soggetta ad autoprotolisi, ma averlo può non essere sufficiente. Una condizione sufficiente è che la molecola sia protica.
Un esempio tipico di autoprotolisi è costituito dalla reazione di autoionizzazione dell'acqua:
{\displaystyle 2H_{2}O_{(l)}\leftrightharpoons H_{3}O_{(aq)}^{+}+OH_{(aq)}^{-}},
la cui costante di equilibrio ha la forma:
{\displaystyle K={\frac {a_{H_{3}O^{+}}a_{OH^{-}}}{a_{H_{2}O}^{2}}}=1.8{\cdot }10^{-16}}.
Considerando costante l'attività dell'acqua (55.5 M), si ottiene:
{\displaystyle K_{w}=a_{H_{3}O^{+}}a_{OH^{-}}=1.0{\cdot }10^{-14}}.
Equilibri di autoprotolisi analoghe esistono anche in altri liquidi, come nell'ammoniaca liquida:
{\displaystyle 2NH_{3}\leftrightharpoons NH_{4}^{+}+NH_{2}^{-}},
la cui costante di equilibrio ha la forma:
{\displaystyle K={\frac {a_{NH_{4}^{+}}a_{NH_{2}^{-}}}{a_{NH_{3}}^{2}}}=10^{-27}}.
Altri esempi di equilibri di autoprotolisi sono l'acido fluoridrico, l'acido nitrico, l'acido fosforico, l'acido solforico, l'acido perclorico, ma anche l'acido formico e gli acidi carbossilici in genere, e altri.